# Mittetulundusühing Jalgpalliklubi Sillamäe
Jalgpalliklubi Sillamäe Kalev é um clube estoniano de futebol, fundado em 1951, com sede em Sillamäe.

## Elenco atual
- Última aualização: 22 de agosto de 2009.[1]

Nota: Bandeiras indicam equipe nacional, conforme definido pelas regras de elegibilidade da FIFA. Os jogadores podem ter mais de uma nacionalidade não-FIFA.
| N.º |          | Posição | Jogador              |
| --- | -------- | ------- | -------------------- |
| 1   | Estónia  | G       | Mihhail Starodubtsev |
| 2   | Lituânia | M       | Eimantas Valaitis    |
| 3   | Rússia   | D       | Aleksey Naumov       |
| 4   | Lituânia | D       | Kazimieras Gnedojus  |
| 5   | Estónia  | A       | Aleksandr Kulik      |
| 7   | Rússia   | A       | Dmitry Lipartov      |
| 8   | Ucrânia  | M       | Dmytro Boyko         |
| 10  | Rússia   | A       | Evgeny Kabayev       |
| 13  | Estónia  | M       | Aleksandr Dubõkin    |
| 14  | Estónia  | A       | Vassili Kulik        |
| 15  | Estónia  | D       | Dmitri Smirnov       |

| N.º |          | Posição | Jogador             |
| --- | -------- | ------- | ------------------- |
| 16  | Estónia  | G       | Aleksandr Djatšenko |
| 17  | Estónia  | M       | Sergei Vihrov       |
| 18  | Estónia  | D       | Roman Nesterovski   |
| 19  | Estónia  | A       | Igor Rogov          |
| 20  | Lituânia | D       | Evaldas Užkuraitis  |
| 21  | Lituânia | D       | Gvidas Grigas       |
| 22  | Estónia  | M       | Roman Daniljuk      |
| 99  | Estónia  | A       | Maksim Gruznov      |
| ––  | Rússia   | M       | Aleksandr Mutik     |
| ––  | Estónia  | M       | Roman Vedehhov      |